# Psorosticha melanocrepida
Psorosticha melanocrepida är en fjärilsart som beskrevs av Clarke 1962. Psorosticha melanocrepida ingår i släktet Psorosticha och familjen plattmalar. Inga underarter finns listade i Catalogue of Life.